# Neotomizm
Neotomizm – współczesna wersja tomizmu, główny kierunek filozoficzny neoscholastyki, popularny w łonie katolicyzmu. Neotomiści opowiadają się za tzw. klasyczną koncepcją filozofii, akcentują różnicę między nauką a religią i sztuką; za „filozofię pierwszą” uznają teorię bytu. Istotnymi wyróżnikami neotomizmu są: realizm, pluralizm, hylemorfizm, teizm, intelektualizm, klasyczna koncepcja prawdy, umiarkowany realizm pojęciowy.

## Charakterystyka
Do powstania neotomizmu przyczyniło się opublikowanie przez papieża Leona XIII encykliki Aeterni Patris z 1879, gdzie nawoływał do rozwijania filozofii scholastycznej w taki sposób, jak robił to św. Tomasz z Akwinu.
Istnieją co najmniej cztery zasadnicze odmiany neotomizmu: 
- tomizm tradycyjny (np. J. A. Gredt, S. Adamczyk),
- lowański (np. D. Mercier, K. Kłósak),
- transcendentalizujący (np. E. Coreth),
- egzystencjalny (np. E. Gilson, M. A. Krąpiec, M. Gogacz)[6],